# Denise Oliver-Velez
Pour les articles homonymes, voir Oliver.
Denise Oliver-Velez (née le 1er août 1947) est une professeure et militante américaine, membre notamment des Young Lords et des Black Panther,. Elle est rédactrice pour le blog Daily Kos, et professeure adjointe d'anthropologie et d'études féminines à l'université SUNY New Paltz.

## Biographie
Née Denise Roberts Oliver le 1er août 1947, à Brooklyn, New York. Elle est la fille de George B. Oliver, acteur et professeur de littérature dramatique au Nassau Community College, et aviateur de Tuskegee, et de Marjorie Roberts Oliver, enseignante à New York. Elle vient d'une famille politisée et commence à militer très jeune dans des mouvements pour les droits civiques,. 
Denise Oliver-Velez rejoint les Young Lords en 1968 et dès 1969, avec les femmes du groupe, notamment Iris Morales, créé une commission des femmes, non mixte,. Cette commission permet aux Young Lords de devenir une organisation ouvertement féministe, qui appelle à mettre fin aux discriminations sexuelles,. Elles contestent l'un des 10 points du programme : « Le machisme doit être révolutionnaire ». Elles affirment que le machisme est réactionnaire et obtiennent un nouvel énoncé : « Nous voulons l'égalité pour les femmes. À bas le machisme et la domination masculine ».
Denise Oliver-Velez et Gloria Fontanez sont les premières femmes à rejoindre le Comité Central en 1969.
Cependant, ces changements ne se produisent pas immédiatement, les femmes sont encore victimes de sexisme régulièrement. La division des tâches au Comité Central reste une division sexuelle et sexiste. Au sein de la commission, les femmes apprennent à prendre la parole en public, écrivent des articles dans le journal de l'organisation, elles organisent également une grève du sexe pour protester en interne contre les pratiques sexistes de leurs camarades,. Les femmes lesbiennes membre de la commission créent également un groupe gay au sein des Young Lords.
Denise Oliver-Velez, avec d'autres femmes des Young Lords, aide à théoriser l'intersection de la race et de la classe dans la vie des femmes de couleur.
En plus de ses activités avec les Young Lords Denise Oliver-Velez est militante dans les mouvements de lutte contre le SIDA et membre du Black Panther Party.
Elle a été directrice de programme et cofondatrice de WPFW-FM à Washington, DC, première station de radio dirigée par des minorités.
Elle a également été directrice exécutive de la Black Filmmaker Fondation.
Denise Oliver-Velez est l'une des vedettes féministes du film She's Beautiful When She's Angry,.